# FT Braunschweig
El FT Braunschweig es un equipo de fútbol de Alemania que milita en la Landesliga, el sexto nivel de fútbol en el país.

## Historia
Fue fundado el 2 de septiembre del año 1903 como un club multideportivo que cuenta con secciones en deportes como bádminton, baloncesto, gimnasia, tenis de mesa, voleibol y marcha nórdica. Su sección de baloncesto se fusionó con el MTV Braunschweig para dar origen al SG Braunschweig, club predecesor del BL Braunschweig, equipo que jugó en la Bundesliga de Baloncesto alemana.
En 1913 el club fue declarado como un opositor al Imperio Alemán y fue disuelto, aunque poco tiempo después nació como NFT Braunschweig. El nuevo club desapareció en 1933 debido a problemas financieros debido a la construcción de un nuevo estadio para el club. Ese mismo año nació el club sucesor FS Braunschweig en enero, pero fue disuelto en marzo del mismo año como un club socialista de la Alemania Nazi. El club fue refundado al finalizar la Segunda Guerra Mundial con su nombre original.
El club fue promovido al segundo nivel en 1952, la Amateuroberliga Niedersaschen-Ost, aunque descendió 2 años después, vagando los siguientes 20 años entre el tercer y cuarto nivel, hasta que descendiera al séptimo nivel en la década de los años 80s y 90s. En el año 2000 retornaron a la Niedersaschenliga (actual quinta división), en donde usualmente estuvieron en los puestos de vanguardia, aunque se quedaban cortos en su lucha por ascender hasta que en el 2010 bajaron a la Landesliga Braunschweig. El club retornó a la quinta división en el 2013.
El 21 de abril del 2014 lograron acceder a la final de la Copa de la Baja Sajonia, con lo que aseguraron participar en la Copa de Alemania en la temporada 2014/15 luego de que derrotaran en la semifinal 1-0 al VfB Oldenburg.
En la Oberliga 2013/14 terminaron en segundo lugar, con lo que tuvieron la oportunidad de ascender a la Regionalliga Nord, ascendiendo por primera vez a la cuarta división.

## Palmarés
- Amateurliga Niedersachsen, Staffel 4 (III): 1

1952
- Landesliga Braunschweig (VI): 2

2000, 2013

## Jugadores

### Jugadores destacados
- Justin Eilers
- Marc Pfitzner
- Werner Thamm